# Catedral Metropolitana de São Paulo
Catedral Metropolitana Nossa Senhora da Assunção e São Paulo, informalmente conhecida como Catedral da Sé, é o principal templo católico da cidade de São Paulo, Brasil. Localiza-se na Praça da Sé, na Zona Central do município.
Desde 2007 o arcebispo metropolitano da Arquidiocese é o cardeal Odilo Pedro Scherer. A sua construção, em estilo neogótico, começou em 1913 e terminou cerca de 40 anos depois. A construção estava pronta para o 400.º aniversário de fundação da cidade. Os restos mortais do cacique Tibiriçá, do padre Bartolomeu Lourenço de Gusmão e do Regente Feijó estão na cripta da catedral. 
Apesar de ter uma cúpula de estilo renascentista, a Catedral Metropolitana de São Paulo é considerada como o quarto maior templo neogótico do mundo. A catedral é o templo principal da paróquia de Nossa Senhora da Assunção de São Paulo, criada em 10 de agosto de 1591. É uma das sete maravilhas brasileiras.

## História

### Primeira igreja

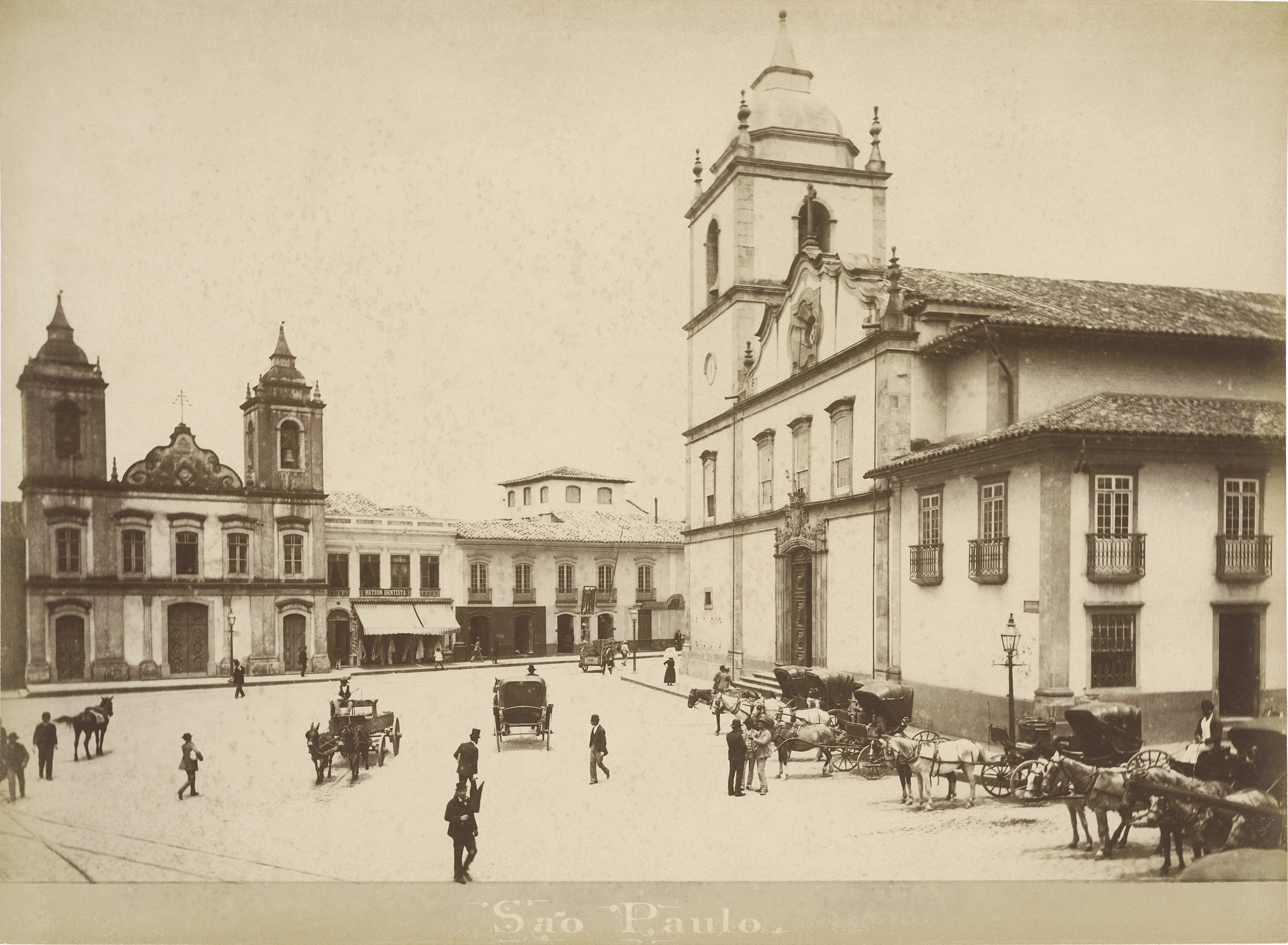
Praça da Sé em foto de 1880 de Marc Ferrez. A velha catedral de São Paulo está à direita.

A história da catedral de São Paulo começa em 1589, quando se decidiu que uma igreja principal (Matriz) seria construída na pequena vila de São Paulo de Piratininga. Esta igreja, situada onde está hoje o monumento ao Padre Anchieta, escultura de Heitor Usai na Praça da Sé, foi terminada em torno de 1616. São Paulo transformou-se em sede de diocese em 1745, e a partir dessa data, a antiga igreja foi demolida e substituída por uma nova, construída em estilo barroco, terminada em torno de 1764. Esta modesta igreja seria a catedral de São Paulo até 1911, quando foi demolida. Sua fronte era virada para a rua Quintino Bocaiúva.

### Catedral neogótica

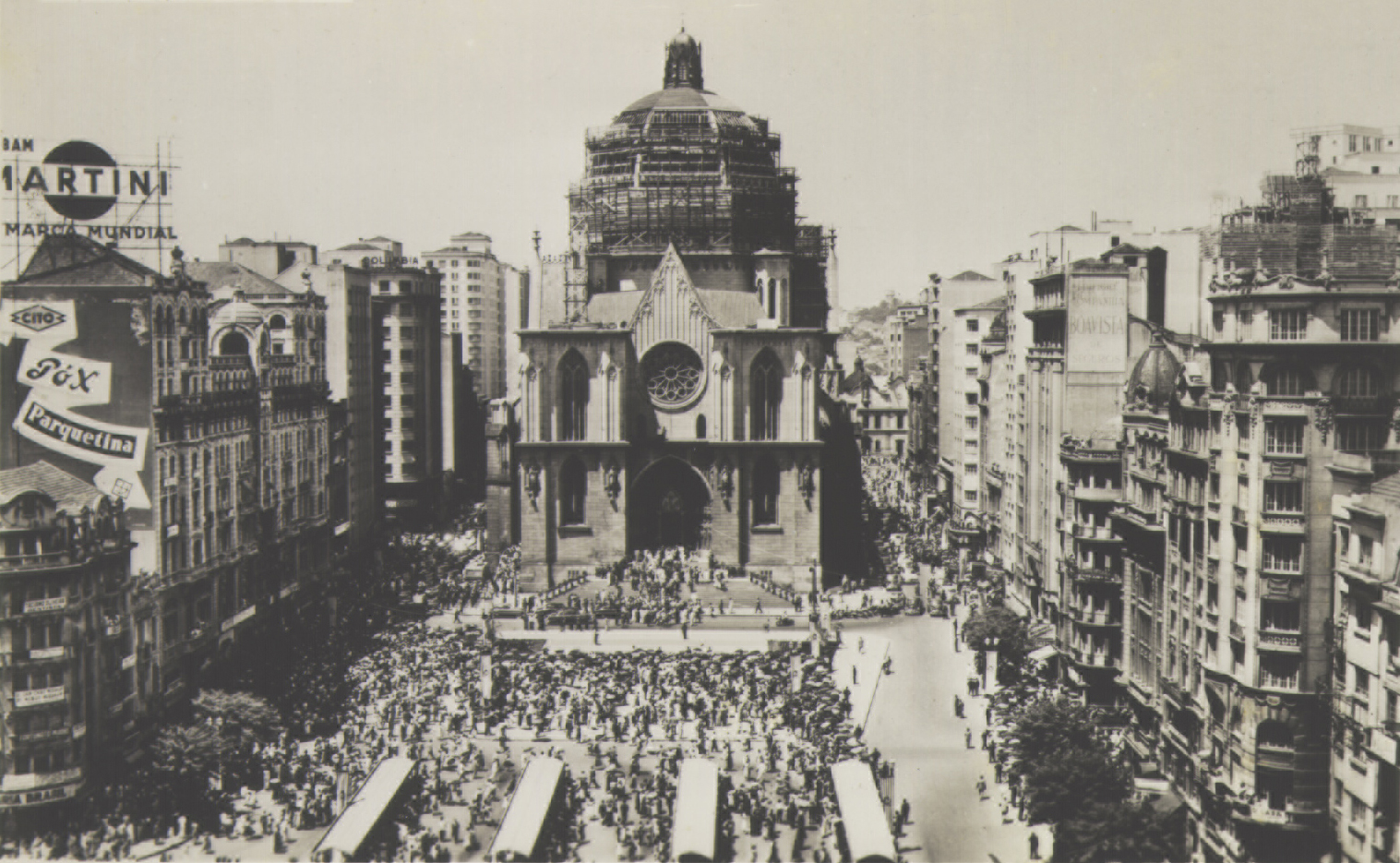
Inauguração da Catedral, em foto de Werner Haberkorn.

A catedral atual foi construída por iniciativa de Dom Duarte Leopoldo e Silva, primeiro arcebispo de São Paulo. Os trabalhos começaram em 6 de julho de 1913 no terreno cedido pela prefeitura em troca do terreno da Sé Antiga e da igreja de São Pedro dos Clérigos, nos quarteirões acima, na frente da atual praça Doutor João Mendes. O arquiteto responsável foi o alemão Maximilian Emil Hehl, que projetou uma enorme igreja em estilo eclético, por possuir vários elementos de estilos distintos, como a cúpula e o arco ogival, mas que predomina claramente o neogótico, inspirada nas grandes catedrais medievais europeias.

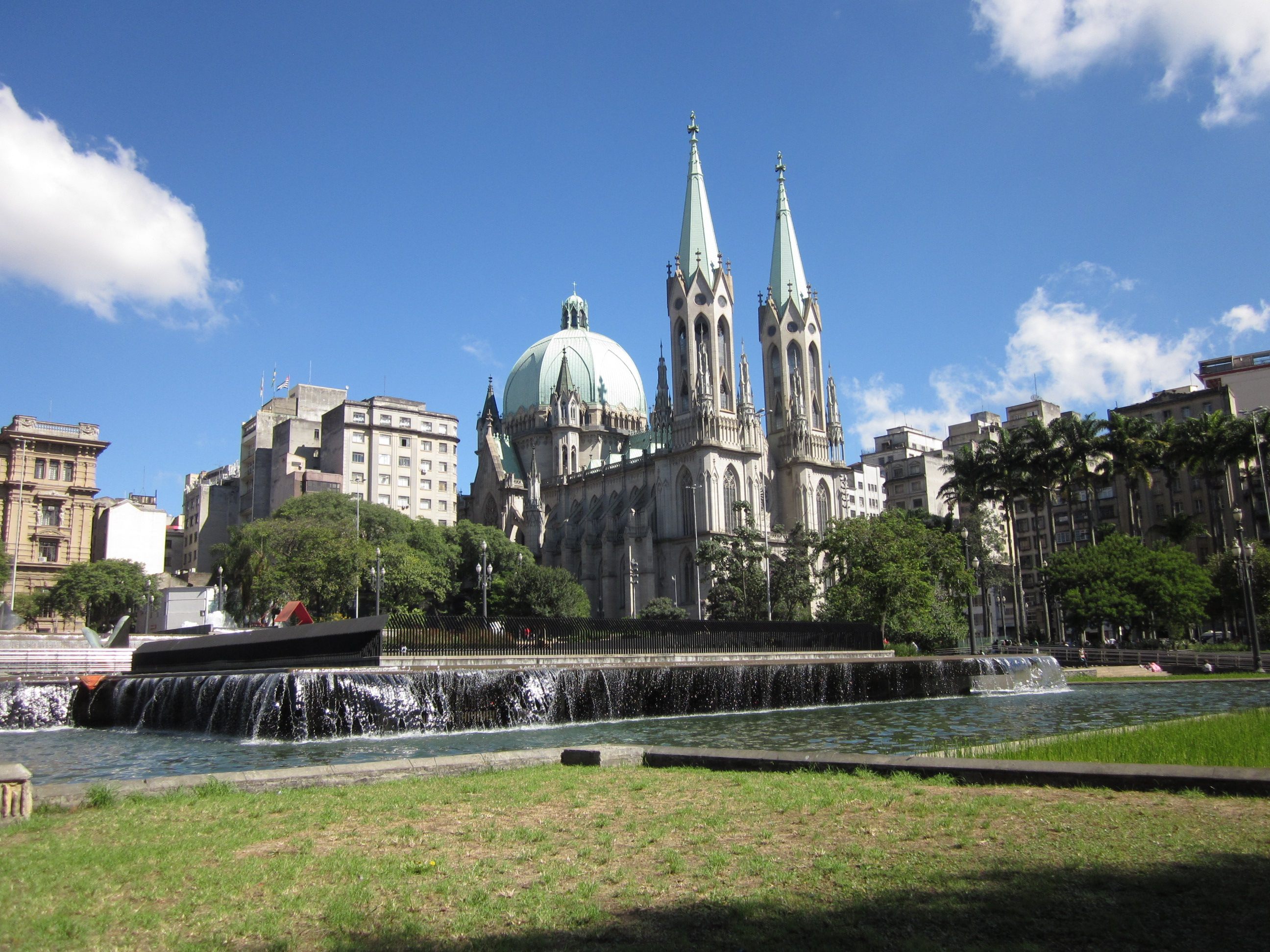
Praça da Sé e a catedral

Todos os mosaicos, esculturas e mobiliário que compõem a igreja foram trazidos por navio da Itália. Entretanto, devido às guerras mundiais, houve grande dificuldade para se concluir a obra. Assim, a inauguração da nova catedral ocorreu somente em 1954, com as torres ainda inacabadas, mas a tempo para a celebração do quarto centenário de São Paulo, no dia 25 de janeiro. As torres foram inauguradas em 15 de novembro de 1969. As obras foram tocadas inicialmente por Alexandre Albuquerque, e, a partir de 1940, por Luís Inácio de Anhaia Melo.

### Restauração
A catedral, mesmo tendo as torres frontais e cúpula terminadas até a década de 1960, não tinha sido terminada, conforme o projeto original. O edifício também não teve manutenção desde sua inauguração oficial em 1954. A catedral foi completamente renovada entre 2000 e 2002; com o fim de reparar o edifício e completar o projeto original, muitos pináculos sobre a nave e os torreões foram terminados. Cópias dos esboços dos torreões, datadas de 1912, foram encontradas no coro da catedral, permitindo uma restauração fiel ao projeto original.
A restauração incluiu reparos nos vitrais, revitalização dos sinos, manutenção das redes hidráulica e elétrica, resolução de problemas que ameaçavam a estrutura - como quatro quilômetros de rachaduras, além de infiltrações -, lavagem e pintura do prédio. Restaurada, a catedral ganhou 14 torreões novos, previstos no projeto original de 1912 de Maximilian Emil Hehl. Em 2002, reabriu as portas após obras que consumiram R$ 19,5 milhões.

## O edifício

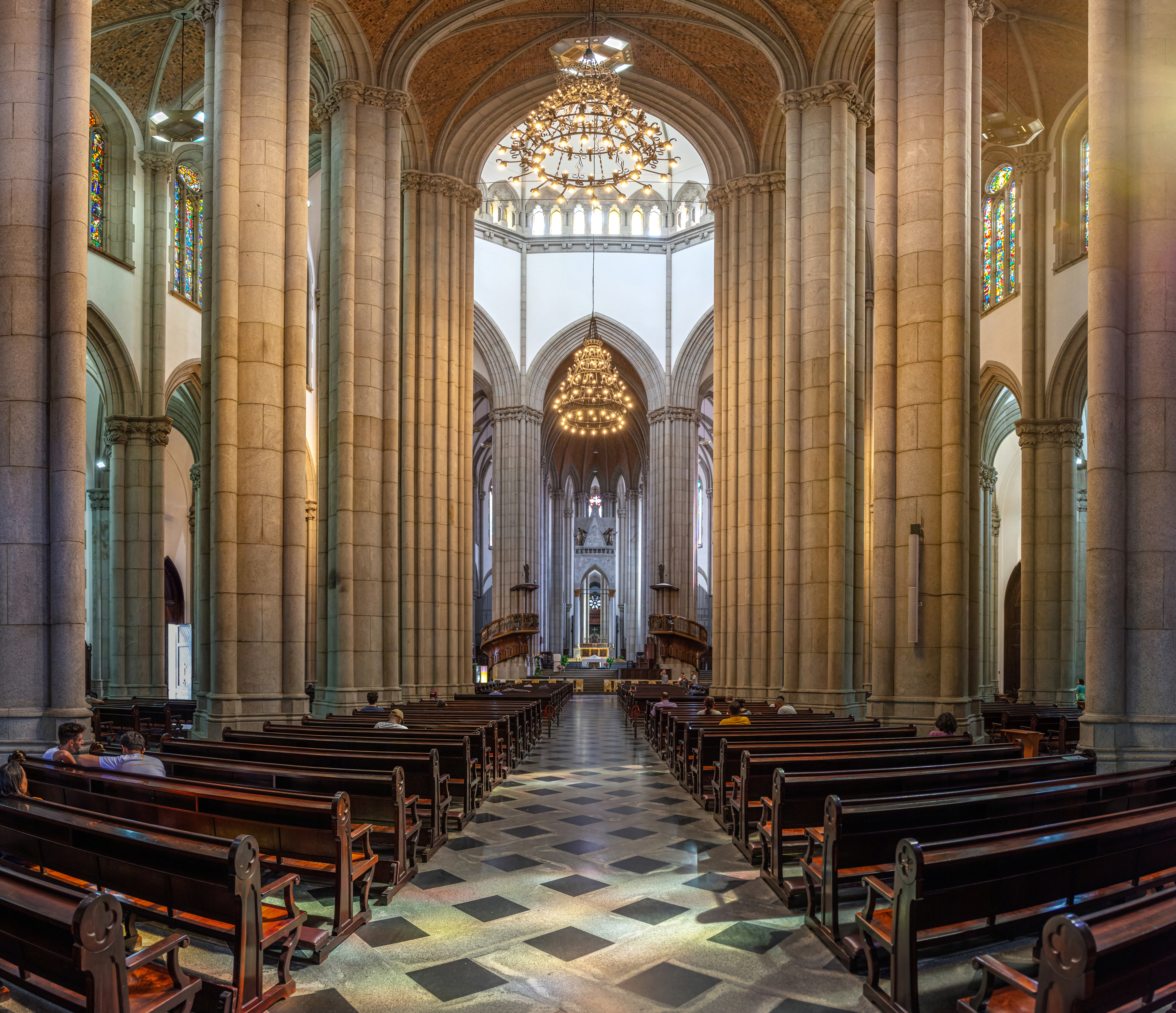
Interior da Catedral da Sé

### Arquitetura
A catedral é a mais alta igreja de São Paulo, com 111 metros de comprimento, 46 de largura, duas torres com 92 metros de altura e uma enorme cúpula. Tem capacidade para abrigar 8 000 pessoas. No acabamento foram usadas 800 toneladas de mármore. Suas medidas a tornam uma das maiores igrejas do Brasil e do mundo.
Em termos arquitetônicos, a igreja tem forma de cruz latina, com cinco naves e transepto com cúpula sobre o cruzeiro. A fachada, dotada de um portal principal e uma grande rosácea, é flanqueada por duas altas torres. O estilo escolhido foi o neogótico, então em voga no Brasil, mas a cúpula é inspirada por estruturas renascentistas como o célebre domo da Catedral de Florença.

### Órgão
O órgão da catedral foi construído em Milão pela firma italiana Balbiani & Rossi em 1954. Sua inauguração ocorreu em 25 de novembro de 1954, no "Dia de Ação de Graças", doado pela companhia Antárctica (hoje AmBev). Seu restauro foi realizado entre 1996 e 1997 sob o patrocínio do Banco Real. O instrumento tem dois corpos e uma "console" (mesa de teclados), colocada atrás das colunas que rodeiam o altar-mor, com cinco teclados (cada um com 61 teclas) e uma pedaleira. Possui cerca de 12 mil tubos sonoros e 124 registros, sendo 112 os registros reais. Cada teclado possui, prontas, cinco combinações sonoras fixas e seis combinações manualmente ajustáveis. Quanto à fônica, o organista dispõe de um complexo sonoro de timbres peculiares. É o maior órgão de tubos do Brasil e da América Latina.

### Cripta

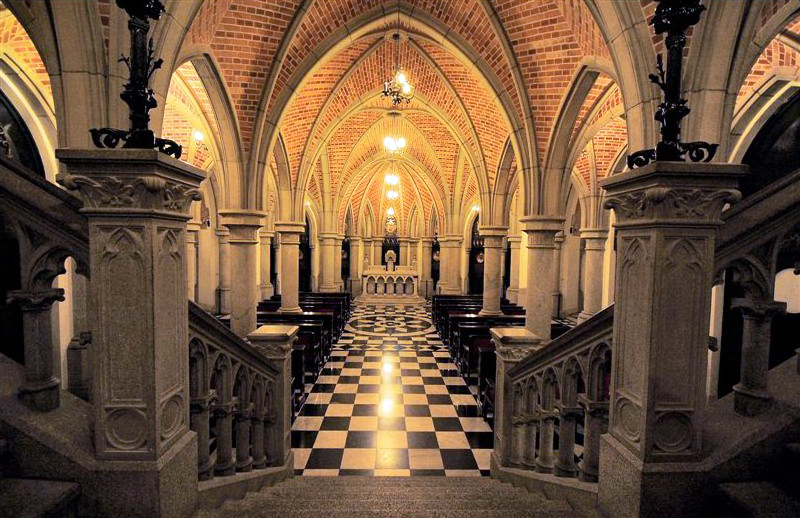
Cripta subterrânea da catedral paulistana.

A cripta localiza-se debaixo do altar principal e é um vasto salão suportado por várias colunas e arcos de perfil gótico. Nela estão sepultados bispos e arcebispos de São Paulo e vários personagens importantes da história do Brasil. Entre estes, encontram-se: o grã-cacique Tibiriçá dos Guaianás, que teve importante papel na fundação de São Paulo. Outro personagem ilustre sepultado na cripta é o Regente Feijó, governante do Brasil durante o Período regencial. Encontra-se, ainda, parte dos restos mortais do sacerdote Bartolomeu Lourenço de Gusmão, brasileiro a quem foi dada a primeira patente de invenção em 1707. Dom Paulo foi sepultado no dia 16 de dezembro de 2016.